# Taumatina
La taumatina, conosciuta anche come talina, è una proteina contenuta nel frutto delle piante di Thaumatococcus daniellii. Essendo circa 2000 volte più dolce dello zucchero, viene utilizzata come edulcorante a basso contenuto calorico ed è classificata in Europa come E957.
Sebbene sia molto dolce, il gusto della taumatina è nettamente diverso da quello dello zucchero. La dolcezza della taumatina aumenta molto lentamente e dura a lungo, lasciando ad alte concentrazioni un retrogusto simile alla liquirizia. La taumatina è altamente solubile in acqua, stabile a modesti riscaldamenti e condizioni acide.

## Struttura
È composta da due subunità, chiamate taumatina I e taumatina II.

## Effetti sulla salute
Alcuni studi hanno dimostrato la non tossicità della taumatina.